# NGC 2063
NGC 2063 – grupa gwiazd znajdująca się w gwiazdozbiorze Oriona, klasyfikowana jako gromada otwarta lub asteryzm. Odkrył ją William Herschel 26 grudnia 1783 roku. Znajduje się w odległości ok. 5 tys. lat świetlnych od Słońca oraz 32,5 tys. lat świetlnych od centrum Galaktyki.